# Béhasque-Lapiste
Béhasque-Lapiste is een gemeente in het Franse departement Pyrénées-Atlantiques (regio Nouvelle-Aquitaine) en telt 415 inwoners (1999). De plaats maakt deel uit van het arrondissement Bayonne.

## Geografie
De oppervlakte van Béhasque-Lapiste bedraagt 5,7 km², de bevolkingsdichtheid is 72,8 inwoners per km².
De onderstaande kaart toont de ligging van Béhasque-Lapiste met de belangrijkste infrastructuur en aangrenzende gemeenten.

## Demografie
Onderstaande figuur toont het verloop van het inwonertal (bron: INSEE-tellingen).